# お伊勢参り (テレビ番組)
『三重テレビ放送開局50周年記念特別番組 お伊勢参り』（みえテレビほうそうかいきょくごじゅっしゅうねんとくべつきねんばんぐみ　おいせまいり）は、2019年（平成31年）4月から三重テレビが制作し独立局を中心に放送されるドキュメントバラエティ番組である。

## 概要
2019年（平成31年・令和元年）に、三重テレビ放送が2019年に開局50周年を迎えるにあたり、伊勢神宮と皇室、お伊勢参りと日本人との歴史について制作された番組である。

制作局である三重テレビでは、毎月第4土曜日の21:00 - 21:55（JST）に本放送、翌月第1金曜日の同時間帯に再放送を行う。

## 各話リスト
| 回 | タイトル                                             |
| -- | ---------------------------------------------------- |
| 1  | 内宮 ～伊勢神宮百二十五社とは～                      |
| 2  | 式年遷宮の千三百年～式年遷宮の歴史と今～             |
| 3  | 外宮～食を司る神の宮と神領の人々～                   |
| 4  | 元伊勢を訪ねる～古代の道～                           |
| 5  | 御田植式～神さまのお米を作る～                       |
| 6  | 氏神さま～荒木田氏、度会氏の神とは～                 |
| 7  | 伊勢神宮と海～伊勢の海辺にある神社～                 |
| 8  | 御料を支える～機織、御塩、御酒、御井～               |
| 9  | 神宮のお祭り～神さまにお仕えする一年～               |
| 10 | 聖地巡礼～御代替わりの今、日本人にとってお参りとは～ |

## 出演者
全回通しての出演者は、名古屋西川流四世家元の西川千雅とナレーションで声優の野沢雅子。
第1回
- 音羽悟（神宮司庁広報室広報課長） - 第2回・第3回・第6回・第9回にも出演
- 清水潔（皇學館大学前学長）

第2回
- 岡野友彦（皇學館大学国史学科教授）
- 清水孝哉（旧関町長・東海道関宿まちなみ保存会理事長）
- 服部立來（深川屋 陸奥大掾）
- 水谷健男（魚重楼）

第3回
- 尾崎友季（神宮司庁文化部主幹・神宮権禰宜）
- 長谷川明輝（神宮司庁文化部学芸員）
- 荊木美行（皇學館大学文学研究科国史学専攻教授）
- 太田光俊（三重県総合博物館学芸員）
- 河村恵美子（糀屋）
- 奥野勇樹（伊勢神宮奉仕会青年部部長）

第4回
- 山田浩之（三輪明神 大神神社・権禰宜）
- 浦岡英夫（阿紀神社責任役員）
- 中森孝榮（宇流冨禰神社宮司）
- 大西武夫（木屋正酒造）
- 牧戸福司（倭姫宮御杖代奉賛会会長）
- 海部穀成（籠神社宮司）
- 大林八十彦（皇大神社宮司）
- 橋本輝彦（桜井市教育員会文化財課課長）

第5回
- 大形直樹（志摩市文化財委員）
- 谷崎豊（伊雑宮御田植祭師匠）
- 助田恵哉（志摩市磯部町穴川区長）
- 芝原京花（志摩市歴史民俗資料館学芸員）
- 谷隆（志摩市磯部町上之郷区長）
- 高井道弘（住吉大社宮司）
- 山本英夫（住吉大社御田講講元)

第6回
- 櫻井治男（皇學館大学名誉教授）
- 長谷川祐宝（富向山田宮寺住職）
- 深井幸典（へんば屋商店専務取締役）

第7回
- 吉川竜実（神宮司庁文化部部長・神宮徴古館館長）
- 平賀大蔵（鳥羽市立海の博物館館長）
- 奥田佐吉（鳥羽磯部漁業協同組合国崎支所理事）
- 世古與司（国崎熨斗あわび文化保存会会長）
- 佐藤伸久（観龍山済渡院住職）
- 村上光男（鳥羽市赤崎町内会会長）

第8回
- 赤尾洋輔（神宮司庁広報室広報課/神宮宮掌）
- 宮﨑由至（宮崎本店代表取締役会長）
- 森嶋克典（宮﨑本店製造部醸造課長）
- 西口裕也（御絲織物代表取締役）

第9回
- 松本岳（皇學館大学文学部神道学科教授）
- 藤谷知良（真宗高田本山専修寺庶務総務）
- 千種清美（皇學館大学非常勤講師/番組脚本家）

第10回
- 芝本行亮（神宮司庁文化部）
- 河野訓（皇學館大学学長）
- 北村靖彦（橿原神宮権禰宜）
- 鈴鹿義胤（高鴨神社宮司）
- 伊藤明（葛城一言主神社宮司）

## ネット局
| 放送対象地域 | 放送局                               | 系列   | 放送日時 |
| ------------ | ------------------------------------ | ------ | --- |
| 三重県       | 三重テレビ放送(MTV)〈制作局〉        | JAITS  | 第01回：2019年04月27日 21:00 - 21:56 第02回：2019年05月25日 21:00 - 21:56 第03回：2019年06月22日 21:00 - 21:56 第04回：2019年07月27日 21:00 - 21:56 第05回：2019年08月24日 21:00 - 21:56 第06回：2019年09月28日 21:00 - 21:56 第07回：2019年10月26日 21:00 - 21:56 第08回：2019年11月23日 21:00 - 21:56 第09回：2019年12月28日 21:00 - 21:56 第10回：2020年01月25日 21:00 - 21:56 |
| 群馬県       | 群馬テレビ（GTV）                    | JAITS  | 第01回：2019年05月02日 21:00 - 21:55 第02回：2019年06月06日 21:00 - 21:55 第03回：2019年07月03日 19:00 - 19:55 第04回：2019年08月04日 12:00 - 第05回：2019年09月08日 12:00 - 第06回：2019年10月06日 20:00 - 第07回：2019年11月03日 19:00 - 第08回：2019年12月05日 21:00 - 第09回：2020年01月31日 19:00 - 第10回：2020年02月28日 19:00 -                                           |
| 栃木県       | とちぎテレビ（GYT）                  | JAITS  | 第01回：2019年06月08日 19:00 - 19:55 第02回：2019年07月14日 20:00 - 20:55 第03回：2019年08月19日 19:00 - 19:55 第04回：2019年09月07日 20:00 - 第05回：2019年10月05日 19:00 - 第06回：2019年11月16日 19:00 - 第07回：2019年12月07日 19:00 - 第08回：2020年01月04日 20:00 - 第09回：2020年02月01日 19:00 - 第10回：2020年03月22日 20:00 -                                           |
| 千葉県       | 千葉テレビ放送（CTC）                | JAITS  | 第01回：2019年05月04日 19:00 - 19:55 第02回：2019年06月16日 19:00 - 19:55 第03回：2019年07月14日 19:00 - 19:55 第04回：2019年08月24日 19:00 - 19:55 第05回：2019年10月06日 19:00 - 第06回：2019年10月13日 19:00 - 第07回：2019年11月16日 19:00 - 第08回：2019年12月18日 19:00 - 第09回：2020年01月12日 19:00 - 第10回：2020年02月15日 19:00 -                                     |
| 埼玉県       | テレビ埼玉（TVS）                    | JAITS  | 第01回：2019年05月18日 20:00 - 第02回：2019年06月22日 20:00 - 第03回：2019年08月09日 20:00 - 第04回：2019年08月24日 16:00 - 第05回：2019年09月07日 20:00 - 第06回：2019年10月12日 20:00 - 第07回：2019年12月31日 13:30 - 第08回：2020年01月25日 19:00 - 第09回：2020年03月06日 20:00 - 第10回：2020年03月27日 20:00 -                                                             |
| 神奈川県     | テレビ神奈川(TVK)                    | JAITS  | 第01回：2019年05月01日 20:00 - 第02回：2019年06月05日 20:00 - 第03回：2019年07月10日 20:00 - 第04回：2019年08月14日 20:00 - 第05回：2019年10月02日 20:00 - 第06回：2019年10月09日 20:00 - 第07回：2019年11月06日 20:00 - 第08回：2019年12月04日 21:00 - 第09回：2020年01月08日 20:00 - 第10回：2020年02月05日 20:00 -                                                             |
| 東京都       | 東京メトロポリタンテレビジョン（MX） | JAITS  | 第01回：2019年12月24日 07:00 - 第02回：2019年12月25日 07:00 - 第03回：2019年12月26日 07:00 - 第04回：2019年12月27日 07:00 - 第05回：2019年12月30日 07:00 - 第06回：2019年12月31日 07:00 - 第07回：2020年01月02日 07:00 - 第08回：2020年02月02日 20:00 - 第09回：2020年02月09日 19:00 - 第10回：2020年02月16日 19:00 -                                                             |
| 岐阜県       | 岐阜放送（GBS）                      | JAITS  | 第01回：2020年01月12日 21:00 - 第02回：2020年01月19日 21:00 - 第03回：2020年01月26日 21:00 - 第04回：2020年02月02日 21:00 - 第05回：2020年02月09日 21:00 - 第06回：2020年02月16日 21:00 - 第07回：2020年02月23日 21:00 - 第08回：2020年03月01日 21:00 - 第09回：2020年03月08日 21:00 - 第10回：2020年03月15日 21:00 -                                                             |
| 京都府       | 京都放送（KBS）                      | JAITS  | 第01回：2019年05月16日 19:00 - 第02回：2019年06月27日 19:00 - 第03回：2019年07月18日 19:00 - 第04回：2019年08月15日 19:00 - 第05回：2019年09月19日 19:00 - 第06回：2019年10月17日 19:00 - 第07回：2019年11月21日 19:00 - 第08回：2019年12月12日 19:00 - 第09回：2020年01月23日 19:00 - 第10回：2020年02月20日 19:00 -                                                             |
| 兵庫県       | サンテレビジョン（SUN）              | JAITS  | 第01回：2019年05月11日 12:00 - 第02回：2019年06月23日 14:00 - 第03回：2019年07月21日 14:00 - 第04回：2019年08月25日 14:00 - 第05回：2019年09月22日 14:00 - 第06回：2019年11月03日 14:00 - 第07回：2019年11月24日 14:00 - 第08回：2019年12月15日 20:00 - 第09回：2020年01月26日 14:00 - 第10回：2020年02月23日 13:00 -                                                             |
| 全国放送     | BSフジ                               | BS放送 | 第01回：2020年01月11日 12:00 - 第02回：2020年01月18日 12:00 - 第03回：2020年01月25日 12:00 - 第04回：2020年02月01日 12:00 - 第05回：2020年02月08日 12:00 - 第06回：2020年02月15日 12:00 - 第07回：2020年02月22日 12:00 - 第08回：2020年02月29日 12:00 - 第09回：2020年03月07日 12:00 - 第10回：2020年03月14日 12:00 -                                                             |

## スタッフ
- 制作著作：三重テレビ放送